# Hans Ridderstedt

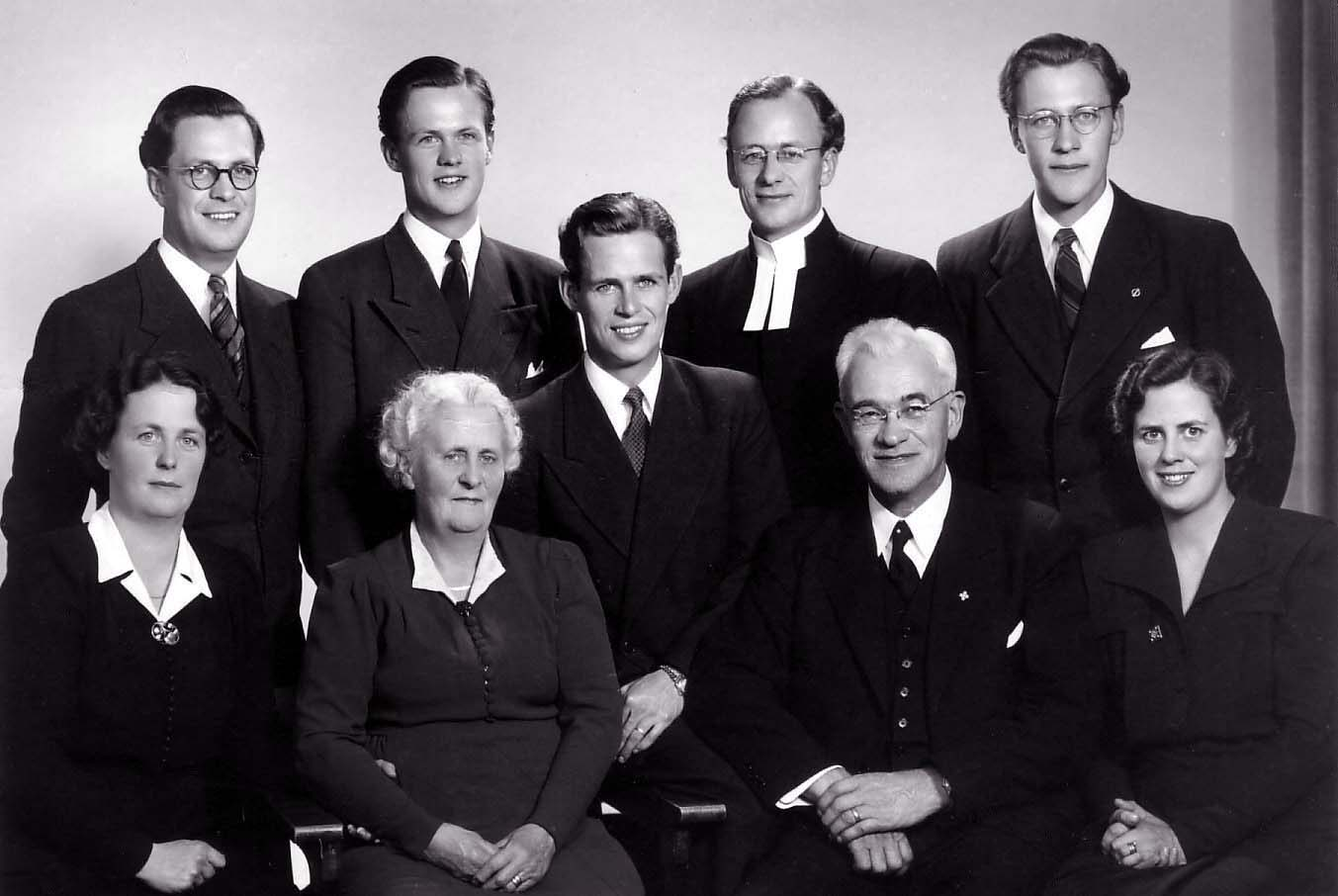
Hans Ridderstedt (mitten) med sina syskon och föräldrar i Borlänge 1948; till höger stående prästkollegorna Matts och Lars och sittande Nils Bolanders maka Bengta.

Hans Gotthard Ridderstedt, född 12 augusti 1919 i Borlänge, död 5 mars 2007 i Stockholm, var en svensk präst.
Han prästvigdes 1945 i Västerås stift och blev 1947 Svenska kyrkans sjömanspräst i Antwerpen, sedan även i Dunkerque, Genua och Alexandria. 1962 kom han till Stockholms stift och Västerhaninge församling som komminister. Ridderstedt blev komminister på Muskö och fartygspastor på flottans fartyg Älvsnabben. 1965 anlitades han för utlandstjänst igen och blev sjömanspräst i Marseille, senare åter i Genua och även i Lissabon. 1973 blev Ridderstedt kyrkoherde i Rom som den första i den nya svenska församlingen där. Året därpå återvände han till Stockholm som komminister i Storkyrkoförsamlingen, och 1979–1984 var han kyrkoherde i Engelbrekts församling.
Hans Ridderstedt var kortvarigt gift först med konstnärinnan/författarinnan Elsa Forsgren (1920-2012). Senare i livet hade han sommarhus i Fornby i Dalarna. Han var från 1954 och fram till sin död gift med Birgitta, född Axman, med vilken han hade sonen Dag. Hans sonhustru är operasångerskan Margareta Ridderstedt, och han verkade med Matts och Lars Ridderstedt i en brödratrio präster som ibland ledde gudstänst tillsammans.

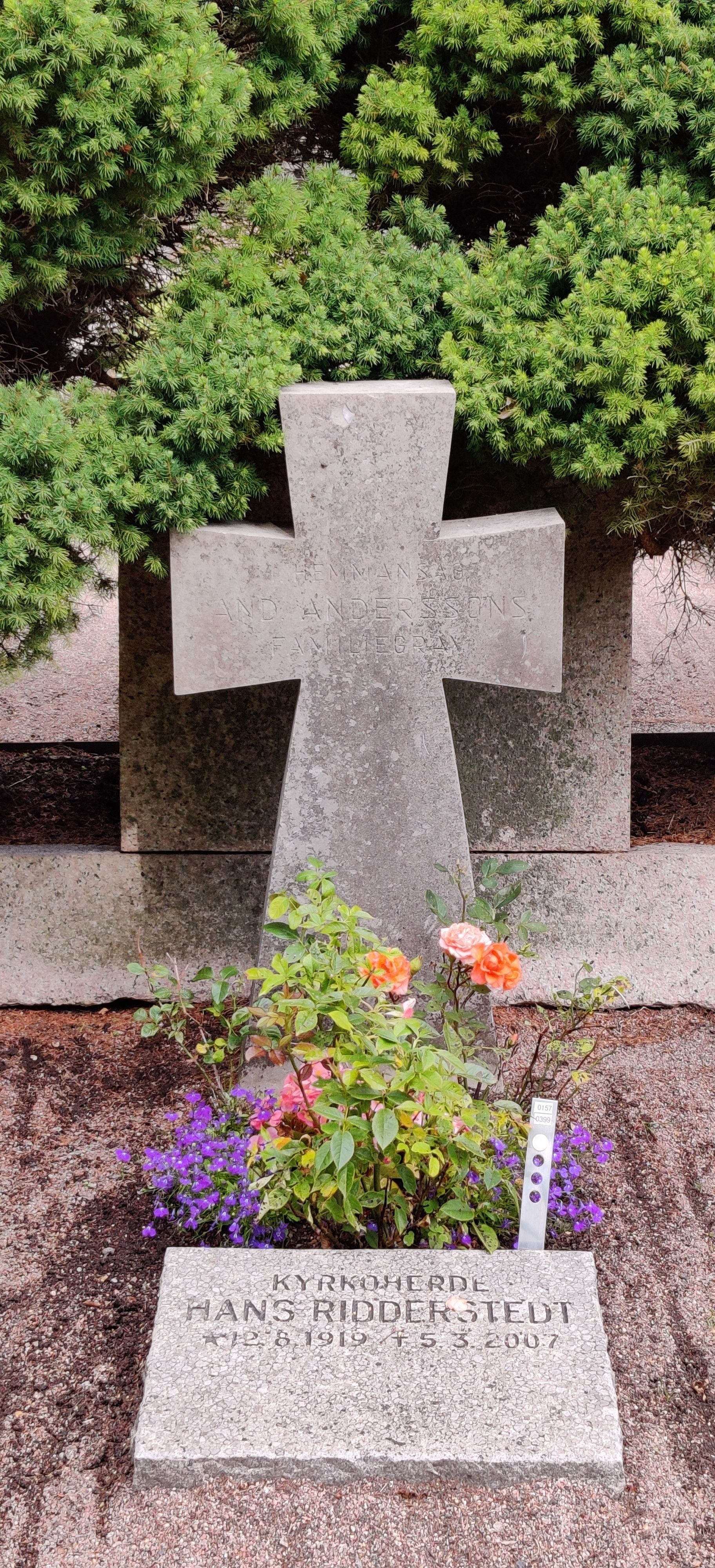
gravvård Uppsala gamla kyrkogård

Hans Ridderstedt är begravd på Uppsala gamla kyrkogård.